# FGF9
A gliaaktiváló faktor az FGF9 gén által kódolt fehérje.

## Funkció
A gén által kódolt fehérje a fibroblasztnövekedési faktor (FGF) családba tartozik. E család széles körben rendelkezik mitogén és sejttúlélési funkciókkal, és számos biológiai folyamatban, például az embrionális fejlődésben, a sejtnövekedésben, a morfogenezisben, a szövetregenerációban és a tumornövekedésben és -invázióban részt vesz. E fehérjét tenyésztett gliasejtek növekedését stimuláló szekrétumként izolálták. Az idegrendszerben e fehérjét főképp neuronok termelik, és fontos lehet a gliasejtek fejlődésében. A gén egérhomológjának expressziója függ a Sonic hedgehog (Shh)-jelzéstől. E homológgal nem rendelkező egérben hím–nőstény ivarfordulás történik, így feltehetően a herék embriogenezisében is fontos. E gén fontos a nemi meghatározásban, a tüdő- és vázfejlődésben.

### Nemi meghatározás
Az FGF9 fontos a hím nemi fejlődésben. Az FGF9 szerepe a nemi meghatározásban a bipotens gonádokban történő expresszióval kezdődik. A SOX9 által aktiválva azzal előrecsatolási ciklust hoz létre, mindkét fehérje szintjét növelve. Pozitív visszacsatolási ciklust hoz létre, és inaktiválja a női Wnt4-jelzőutat.

### Tüdőfejlődés
A tüdőfejlődésben az FGF9-et a mezotélium és tüdőepitélium expresszálja, itt a mezenchimális proliferációt tartja fenn. Inaktivációja csökkenti az epitél elágazást. A gestatio végére az így kifejlett tüdő nem tudja fenntartani az életet, prenatalis halált okozva.

### Vázfejlődés
E gén további biológiai szerepe a vázfejlődésben és -javításban van. Az FGF9 és FGF18 stimulálják a chondrocita-proliferációt. FGF9-heterozigóta mutáns egerek csontjavulása sérülés után rosszabb volt, kisebb VEGF- és VEGFR2-expresszióval és oszteoklasztaktivitással. E génnel kapcsolatos egyik betegség a több szinosztózisos szindróma (SYNS), egy ujjak és lábujjak fúziójával összefüggő betegség. Az FGF9 gén 2. exonjának S99N misszenz mutációja a SYNS harmadik oka. A noggin (NOG) és a növekedési differenciációs faktor 5 (GDF5) mutációi a SYNS másik két oka. Az S99N mutáció sejtkommunikációs hibákat okoz, melyek a chondrogenezissel és az oszteogenezissel ütköznek, a fejlődés során ízületek egyesülését okozva.

## Túlexpressziója
Az FGF9 a fibroblaszt-növekedési faktorok (FGF) családjába, egy sejtkommunikációs fehérjecsaládba tartozik. E gén jelzi az embrionális őssejtek fejlődését és a nemi meghatározást. Az FGF9-expresszió fontos az epitél és stromalis sejtekből álló prosztata fejlődéséhez és szövetei homeosztázisának fenntartásához. Az FGF9 túlexpressziója a prosztata epitél sejtjeiben magas fokú prosztata-intraepitél neopláziát okoz, mely a prosztatarák prekurzora. Ezenkívül a túlexpresszió megzavarja a szöveti homeosztázist, és nagy metasztázis-valószínűséget okoz. A prosztata stromalis sejtjeiben lévő túlexpresszió a ráksejtekkel való kommunikációt segíti.
A nem megfelelő FGF9-expresszió számos humán rákban onkogén, például petefészek-, agy-, tüdő- és vastagbéltumorban. A magas FGF9-expresszió a prosztata és a seminalis vezikulumok fúzióját, péniszprotrúziót és az epitél és stromalis részek hiperpláziáját okozza. A hiperplázia a sejtek reprodukciójának növekedése miatti szövetnagyobbodás miatt gyakran a rák első szakasza.
Bár több tanulmány is igazolta az FGF9 túlexpressziója és a prosztatarák korrelációját, hogy ok-okozati kapcsolat van-e köztük, még nem ismert.

## Kölcsönhatások
Az FGF9 kölcsönhatásba lép a fibroblasztnövekedésifaktor-receptor 3-mal.

## Fordítás
Ez a szócikk részben vagy egészben  a   FGF9 című angol Wikipédia-szócikk ezen változatának fordításán alapul.  Az eredeti cikk szerkesztőit annak laptörténete sorolja fel. Ez a jelzés csupán a megfogalmazás eredetét és a szerzői jogokat jelzi, nem szolgál a cikkben szereplő információk forrásmegjelöléseként.